# Leibniz Privatschule
Die Leibniz Privatschule in Elmshorn in Schleswig-Holstein ist eine staatlich anerkannte Ersatzschule in freier Trägerschaft.

## Geschichte
Die Gründerin der Schule Barbara Manke-Boesten reichte am 5. November 2005 bei dem Bildungsministerium in Kiel den Antrag zur Gründung einer privaten Bildungseinrichtung ein. Im folgenden Jahr nahm die Schule ihren Regelbetrieb zum ersten Mal auf.
Aufgrund der steigenden Schülerzahlen wurden am 27. August 2010 die neuen Gebäude der Schule am Ramskamp bezogen.
Die Oberstufe ist seit Dezember 2016 staatlich anerkannt. Zuvor mussten die Schüler das Abitur nach der Prüfungsordnung für externe Prüfungen ablegen.
Ein zweiter Standort existiert seit 2017 in eigenen Gebäuden in Kaltenkirchen.

## Medienberichte
Die Schule geriet in die Schlagzeilen, als bekannt wurde, dass 2014 ein Viertel der Schüler durch die Abiturprüfung gefallen waren und auch im folgenden Jahr, nach schulinternen Vorprüfungen, ein Drittel der Schüler der 12. Klasse nicht zur Prüfung angemeldet wurden. An staatlichen Gymnasien sei die Durchfallquote wesentlich geringer, so die Kieler Nachrichten. Die Rektorin warf der Landesregierung vor, die Privatschule durch Versagen der Anerkennung zu benachteiligen. Die Abiturprüfung für Externe sei viel schwieriger als die gewöhnliche und berücksichtige keine Vornoten.
Der Bildungsforscher Manfred Weiß vom Deutschen Institut für Internationale Pädagogische Forschung ließ diese Erklärung nicht gelten, da Schüler anderer deutscher Privatschulen im Durchschnitt das Niveau der öffentlichen Gymnasien erreichen würden. Vielmehr habe sich die hohe Fluktuationsrate des Lehrpersonals an der Schule negativ ausgewirkt.
Die Leibniz Privatschule ist sowohl in Elmshorn wie auch in Kaltenkirchen seit 2017 staatlich anerkannt. Die Abiturprüfungen werden wie an allen anderen Staatsschulen nach den allgemein gelten Bestimmungen durchgeführt. Die Ergebnisse lagen in den Jahren seitdem im Bereich der Staatsschulen, zum Teil sogar besser. 2022 erreichte ein Prüfling die Fachhochschulreife, 40 Prüflinge das Abitur. Mit einem Durchschnitt von 2,38 war es das beste Abitur an der Leibniz Privatschule seit 2014. 14 Schülerinnen und Schüler haben eine 1 vor dem Komma, das sind 35 Prozent. Die vier Besten erreichten 1,4. In Mathematik wurden zweimal 15 Punkte erreicht.
Die Leibniz Privatschule ist eine von zehn Schulen in Schleswig-Holstein, die als Hochbegabtenzentrum anerkannt sind. Die Schülerzahlen steigen seit mehr als sieben Jahren kontinuierlich; in Kaltenkirchen besuchen 750 Mädchen und Jungen die Leibniz Privatschule, in Elmshorn 1150. Insgesamt beschäftigt die Leibniz Privatschule in Elmshorn und Kaltenkirchen 240 Lehrer, Erzieher und weitere Angestellte. Die beiden Schulmensen in Elmshorn und Kaltenkirchen werden von der Schülerschaft sehr gut angenommen; hier essen ca. 80 Prozent der Schüler täglich.